# Péninsule du Niagara

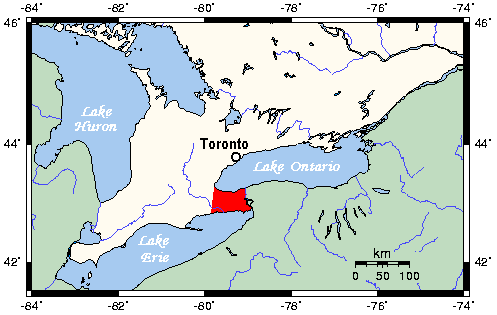
Carte du sud de l'Ontario avec la péninsule du Niagara en rouge.

La péninsule du Niagara (Niagara Peninsula) est la portion de la province canadienne de l'Ontario entre le lac Ontario au nord et le lac Érié au sud, et se terminant à l'est par la rivière Niagara et à l'ouest au niveau de la  ville d'Hamilton. La région se trouvant de l'autre côté de la rivière Niagara et du lac Érié est l'État de New York, elle est connue sous le nom de frontière du Niagara. Avec Western New York, la zone forme une part de la plus large région de Buffalo-Niagara.